# Teatro Paramount (Denver)
El Teatro Paramount (en inglés: Paramount Theatre) es una sala de conciertos en Denver, Colorado, ubicado en Glenarm Place, cerca del famoso centro comercial de la calle 16 de Denver en Estados Unidos. El lugar cuenta con un aforo de 1870, pero es un destino popular para los grandes actos que buscan un entorno más pequeño para conciertos. Con la ortografía Paramount Theater, el edificio fue incluido en el Registro Nacional de Lugares Históricos en 1980. El Paramount se inauguró en 1930 como una sala de cine, que forma parte del Paramount-Publix Theatre Circuit, el brazo de exhibición de Paramount Pictures.